# Kip (ort)
Kip är en ort i Kroatien.   Den ligger i länet Bjelovar-Bilogoras län, i den östra delen av landet, 100 km öster om huvudstaden Zagreb. Kip ligger 203 meter över havet och antalet invånare är 182.
Terrängen runt Kip är platt åt sydväst, men åt nordost är den kuperad. Terrängen runt Kip sluttar västerut. Runt Kip är det glesbefolkat, med 18 invånare per kvadratkilometer. Närmaste större samhälle är Daruvar, 5,8 km norr om Kip. I omgivningarna runt Kip växer i huvudsak lövfällande lövskog.